# کاتارینا آفل
کاتارینا آفل (انگلیسی: Katharina Offel؛ زادهٔ ۸ december ۱۹۷۶ (۴۸ سال)) ورزشکار مسابقه اسب‌دوانی اهل آلمان است.